# Дисамарийалюминий
Дисамарийалюминий — бинарное неорганическое соединение
самария и алюминия
с формулой AlSm2,
кристаллы.

## Получение
- Сплавление стехиометрических количеств чистых веществ:

{\displaystyle {\mathsf {2Sm+Al\ {\xrightarrow {T}}\ AlSm_{2}}}}

## Физические свойства
Дисамарийалюминий образует кристаллы
ромбической сингонии, пространственная группа P nma, параметры ячейки a = 0,6654 нм, b = 0,5193 нм, c = 0,9631 нм, Z = 4,
структура типа силицида дикобальта Co2Si
.
Соединение образуется по перитектической реакции при температуре >1000 °C

(860 °C ).